# Stiftung Suchthilfe St. Gallen
Die Stiftung Suchthilfe ist eine im Jahre 1990 gegründete, in St. Gallen angesiedelte Stiftung, die Suchtarbeit auf kommunaler Ebene betreibt. Sie führt im Auftrag von Kanton St. Gallen und Stadt St. Gallen sieben Fachstellen im ambulanten Bereich, die um ein stationäres Angebot ergänzt werden.

## Geschichte

### Gründung und erste Jahre
Im Jahre 1990 wurde die Stiftung Suchthilfe unter dem Namen Stiftung «Hilfe für Drogenabhängige» gegründet. Die Träger waren die Stadt St. Gallen, der Kanton St. Gallen, die städtischen Kirchgemeinden in St. Gallen und die Pro Juventute St. Gallen. Der Grund für die Entstehung der Stiftung war das ab 1987 offen zutage tretende Drogenelend in den Schweizer Städten, mitunter auch in der Stadt St. Gallen.
Als erste Handlung stellte die Stiftung ein Betreuungsangebot in der Stadt St. Gallen beim sogenannten «Bienenhüsli» auf die Beine. Das Angebot bestand aus der Versorgung der süchtigen Menschen mit sauberen Spritzen, der Wundpflege und aus der Ausgabe von Essen. Die Massnahme zog aber auch negative Begleiterscheinungen mit sich wie Gewalt, Drogenhandel, Berge von Abfällen und Fäkalien und Beschaffungskriminalität. Schliesslich wurde das «Bienenhüsli» im Jahre 1993 geräumt, da die lokale Bevölkerung an der Urne gegen eine Weiterfinanzierung dieses Vorhabens stimmte. Damit war das Problem aber nicht gelöst und die Drogenszene verteilte sich auf andere öffentliche Bereiche der Stadt St. Gallen. Die Stadt handelte darauf und wies der Szene einen neuen Platz auf dem St. Galler «Schellenacker» zu.
2019 stellte die Stiftung an der OFFA die Kunstwerke ihrer Klienten aus, die teilweise in therapeutischen Zusammenhängen entstanden waren.
2020 löste Regine Rust den bisherigen Geschäftsleiter der Stiftung Suchthilfe, Jürg Niggli, ab.

### Ausbau des Angebots
Die Stiftung «Hilfe für Drogenabhängige» etablierte im Jahre 1993 ein Nothilfeprojekt, das dank eines Finanzausschusses des Vereins «Drogenhilfe St. Gallen» realisiert werden konnte. Das Projekt sah die Abgabe von Methadon vor, wodurch sich die Situation für viele Suchtmittelabhängige beruhigte, da der alltägliche Beschaffungsstress wegfiel. Anfang 1994 wurde das Nothilfeprojekt dann von der Medizinisch-sozialen Hilfestelle 2 abgelöst, die über eine bessere Infrastruktur verfügte und auch medizinische und soziale Hilfe anbieten konnte.
1995 etablierte die Stiftung ein Heroinverschreibungsprojekt, welches zur Aufgabe der Medizinisch-sozialen Hilfestelle 1 wurde. Die ursprüngliche Aufgabe dieser Stelle bestand aus der Spritzenversorgung für Suchtbetroffene, welche im Jahre 1996 dann von der reorganisierten HIV-Prävention unter dem Namen «Blauer Engel» übernommen wurde. Im Folgejahr begann die Stiftung ihr Angebot weiter auszubauen, formulierte teils bestehende Angebote neu und trat von da an unter dem Namen «Stiftung Suchthilfe» auf.

## Fachbereiche und Öffentlichkeitsarbeit

### Fachstelle für Aufsuchende Sozialarbeit (FASA)
Die Fachstelle für aufsuchende Sozialarbeit bietet Einzelfallhilfen an und ist sowohl in der Projekt- als auch in der Öffentlichkeitsarbeit fachlich aktiv. Zu den Schwerpunkten der Fachstelle zählen Information, Beratung, Hilfe zur Selbsthilfe und die Weitervermittlung an spezialisierte Fachstellen. Durch den kontinuierlichen Kontakt mit den Menschen im öffentlichen Raum wird ein Vertrauensverhältnis hergestellt. Mit dem weiterführenden Angebot der Einzelfallhilfen kann individuell auf die Bedürfnisse der Klientel eingegangen werden. Ziel dieser Unterstützung ist es, die Eigenverantwortlichkeit der Betroffenen zu aktivieren und deren Ausgrenzung bzw. Marginalisierung zu verhindern. Zusätzlich gewährt die Fachstelle während ihren Öffnungszeiten Zugang zu Computer, Internet, Kopierer und Telefon, und stellt Zeitungen und diverses Informationsmaterial zur Verfügung. Ausserhalb dieser Bürozeiten kann persönlich oder telefonisch ein Beratungstermin vereinbart werden.
Durch ihre Arbeit im öffentlichen Raum nimmt die Fachstelle soziale Entwicklungen und Tendenzen wahr und thematisiert diese in der Öffentlichkeit. Zudem setzen sich die Sozialarbeitenden für den Abbau von Spannungsfeldern zwischen Einzelpersonen und Gruppen im öffentlichen Raum ein.

### Suchtfachstelle
Die Suchtfachstelle ist eine Anlaufstelle für Menschen mit einer bestehenden Suchtproblematik oder -gefährdung sowie für deren Angehörige oder Bezugspersonen. In den Beratungsgesprächen werden gemeinsam mit den Betroffenen und deren Angehörigen individuelle Lösungsansätze erarbeitet. Ebenfalls zur Aufgabe der Suchtfachstelle gehört die gezielte Informationsvermittlung und Coachings für Personen aus dem erweiterten Umfeld wie beispielsweise Arbeitgeber oder Lehrpersonen. Daneben ist die Suchtfachstelle auch stark in der Präventionsarbeit eingebunden.
Was Ende 2019 mit einer Vereinbarung zwischen dem Zweckverband Regionale Beratungsstelle für Suchtfragen Rorschach und der Stiftung Suchthilfe begann, wurde im darauffolgenden Jahr in die Tat umgesetzt: Seit Mitte 2020 ist die Stiftung Suchthilfe für die Suchtberatung der früher im Zweckverband zusammengeschlossenen Gemeinden zuständig. Das Einzugsgebiet der Suchtberatungsstelle erweiterte sich damit um die Gemeinden Eggersriet, Goldach, Rheineck, Rorschach, Rorschacherberg, St. Margrethen, Steinach, Thal, Tübach und Untereggen.

### Medizinisch-soziale Hilfestelle 1 (MSH 1)
Das Angebot der MSH 1 stützt sich auf das Bundesgesetz über die Betäubungsmittel und die psychotropen Stoffe vom 20. März 2008, in Kraft seit 1. Januar 2010. Die MSH 1 erfüllt die in der «Verordnung über Betäubungsmittelsucht und andere suchtbedingte Störungen» und ist im Besitz der erforderlichen Betriebsbewilligungen für die ärztliche Verschreibung von Diacetylmorphin (Heroin). Dies ermöglicht der MSH 1, schwer opiatabhängigen Menschen eine geregelte, heroingestützte Behandlung anzubieten. Zudem erhalten Klientinnen und Klienten eine psychosoziale und medizinische Betreuung und Beratung.

### Medizinisch-soziale Hilfestelle 2 (MSH 2)
Bei der MSH 2 erhalten opiatabhängige Personen die Möglichkeit einer Substitutionsbehandlung. Als Substitutionsmittel werden nur in der Schweiz zugelassene Wirkstoffe wie Methadon, retard. Morphin (Sevre-Long), Buprenorphin (Subutex) oder Ähnliches verabreicht. Welches Substitutionsmittel einem Klienten oder einer Klientin verabreicht wird, wird im Gespräch mit dem Arzt oder der Ärztin der MSH 2 festgelegt. Nebst der Substitution hat die MSH 2 den Auftrag, mittels Sozialberatung die soziale und berufliche Reintegration der Teilnehmenden zu unterstützen.
Klientinnen und Klienten, die früher in der Klinik für Infektiologie des Kantonsspitals St. Gallen substituiert wurden, wechselten 2022 nach der Schliessung dieses Angebots zur Stiftung Suchthilfe.

### Blauer Engel im Katharinenhof (BEiK)
Der BEiK übernimmt die Aufgabe der HIV- und Hepatitis-Prävention. Durch die Herausgabe von sterilem Injektionsmaterial kann die Infektionsgefahr von Drogenkonsumentinnen und -konsumenten gesenkt werden. Der Katharinenhof ist auch ein Aufenthaltsort für Personen in psychosozial schwierigen Lebenssituationen mit einer Suchterkrankung. Die Sozialarbeiterinnen und Sozialarbeiter des BEiK stehen den Besucherinnen und Besuchern mit Rat und Tat zur Seite und vermitteln sie bei Bedarf an die jeweils zuständigen Fachstellen weiter.

### Gassenküche
Die Gassenküche ist ein Ort, wo jeder Mensch willkommen ist. Sie bietet allen Besucherinnen und Besuchern ein warmes Mittagessen zu kleinem Preis an. Das Angebot richtet sich hauptsächlich an Personen in psychosozial schwierigen Lebenssituationen mit einer Suchterkrankung und bietet ihnen einen geschützten Raum. Die Sozialarbeiterinnen und Sozialarbeiter in der Gassenküche stehen den Gästen mit Rat und Tat zur Seite und vermitteln sie bei Bedarf an die jeweils zuständigen Fachstellen weiter.
In der Gassenküche und im Blauen Engel im Katharinenhof (BEiK) setzte die Stiftung Suchthilfe 2021 ein Projekt von Public Health Schweiz um. Es hatte zum Ziel, vor allem vulnerable Menschen zu erreichen und zu unterstützen, um sie besser vor einer Ansteckung mit dem Corona-Virus und deren Folgen zu schützen. Die Stiftung Suchthilfe war schweizweit die erste Institution, welche das Angebot realisierte.

### Struktur und Arbeit (StAr)
Der Betrieb Arbeitsprojekte erhielt Anfang 2022 eine neue Bezeichnung und heisst seither Struktur & Arbeit. Mit der Namensänderung ist eine Konzeptanpassung verbunden, die einen Ausbau des Angebotes rund um Tagesstruktur und Beschäftigung zum Ziel hat. Mit dem Stiftungsbetrieb StAr verfolgt die Stiftung Suchthilfe das Ziel einer langfristigen Wiedereingliederung ihrer Klientinnen und Klienten in die Berufswelt. In einem stiftungseigenen Garten können sechs Personen ein Arbeitstraining absolvieren oder kleinere Handwerksaufträge ausführen. Zudem betreibt die Stiftung Kooperationen mit Firmen aus der Privatwirtschaft, wo täglich oder wöchentlich Arbeitsplätze angeboten werden.

### Wohngemeinschaft Arche
Das Angebot der Wohngemeinschaft Arche richtet sich an suchtmittelkonsumierende Menschen mit gesundheitlichen (psychischen und/oder physischen) Problemen, die eine Stabilisierung und Verbesserung ihrer Lebensumstände anstreben und bereit sind, sich aktiv und durch fachliche Unterstützung mit ihrer Situation auseinanderzusetzen. 2023 hat die Wohngemeinschaft an der Singenbergstrasse 3 in St. Gallen ein neues Zuhause bezogen. Die «Arche» bietet maximal 8 Menschen mit Suchtproblemen einen betreuten, zeitlich unbefristeten Wohnraum. Zusätzlich werden mehrere Klientinnen und Klienten im begleiteten Wohnen unterstützt.

### Öffentlichkeitsarbeit
Nebst ihren betrieblichen Angeboten tritt die Stiftung Suchthilfe wiederholt im öffentlichen Raum auf und nimmt regelmässig an Grossanlässen (OFFA, OpenAir St. Gallen, OBA, OLMA) teil. Ihr Ziel ist es, Projekte zu realisieren, die Menschen mit Suchterkrankungen und suchtgefährdeten Menschen zugutekommen und die Gesellschaft für das Thema «Sucht» sensibilisieren.

## Trägerschaft
Die Trägerschaft der Stiftung Suchthilfe bildet der Stiftungsrat, der aus Vertretern der Exekutive oder Verwaltung von Stadt und Kanton St.Gallen, der Vertragsgemeinden, den Präsidenten der St. Galler Kirchgemeinden sowie zwei weiteren Fachpersonen zusammengesetzt ist.